# アイリッシュ・コリー
アイリッシュ・コリー（英：Irish Collie）は、アイルランド原産の牧羊犬種・コリー犬種である。
初期のケルト人がアイルランドに持ち込んだとても古い犬種で、イギリス及びアイルランドの牧羊犬種の先祖とされる。アイルランドに長く生息するが、他の犬種との交配が進み、独立の犬種として認められてはいない。ウィックロー地方のコリーは、かつては、尾が太く短い大型のボーダー・コリーのような姿であったという。